# Bacidia tenella
Bacidia tenella är en lavart som beskrevs av Henrik August Kullhem. Bacidia tenella ingår i släktet Bacidia, och familjen Ramalinaceae. Arten har ej påträffats i Sverige.